# Edict of Expulsion

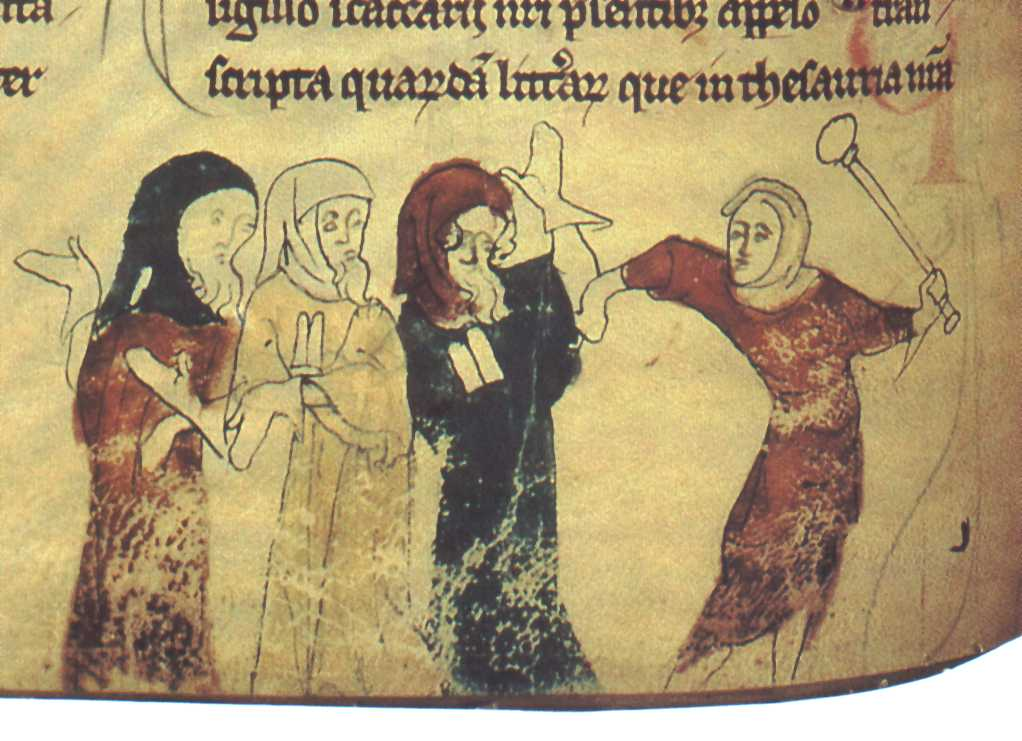
Miniatyr som visar fördrivandet av judar.

Edict of Expulsion var ett kungligt dekret, utfärdat av kung Edvard I av England den 18 juli 1290 som förvisade samtliga judar från England. Edvard instruerade sherifferna i alla Englands grevskap att utvisa alla judar senast vid Alla helgons dag den 1 november samma år.
Judar hade invandrat i England efter Vilhelm Erövrarens invasion år 1066, och kom att spela en viktig roll i ekonomin, eftersom kyrkan förbjöd kristna att ägna sig åt bankverksamhet, vilket innebar att detta yrke reserverades för judar. Antisemitismen var stark och en pogrom ägde rum i York 1190. Under 1200-talet ökade förföljelsen mot judar, som segregerades från icke-judar och tvingades bära judestjärnan 1218, och genom Statute of Jewry 1275 förbjöds judarnas främsta näring, bankverksamhet, och de gavs femton år att ställa om sig. Denna omställningsperiod gick ut 1290, när kungen var skuldsatt och ville höja en skatt, och införde utvisningen av judarna för att göra sig populär. Många judar emigrerade då till Skottland, Frankrike och Nederländerna. 
Under följande sekel bodde inga judar i England utom i asylbyggnaden Domus Conversorum för konverterade judar i London. Vissa utländska köpmän, som kallade sig lombarder, uppgavs dock i praktiken vara judar i hemlighet. Dekretet upphävdes slutligen under protektoratet år 1657, då Oliver Cromwell återigen tillät judar att bosätta sig i England. 